# L'últim fill
L'últim fill (originalment en anglès, The Last Son) és una pel·lícula western de drama d'acció estatunidenca del 2021 dirigida per Tim Sutton. És protagonitzada per Sam Worthington, Colson Baker i Thomas Jane. Va debutar al Festival de Cinema Americà de Deauville el 6 de setembre de 2021 i es va estrenar oficialment el 10 de desembre de 2021. S'ha doblat i subtitulat al català.

## Sinopsi
Ambientat a finals del segle xix a Sierra Nevada, l'Isaac LeMay (Worthington), ha estat maleït per una profecia terrible, i per evitar el seu propi assassinat a mans dels seus propis fills persegueix la seva pròpia descendència, inclòs un assassí a sang freda i proscrit, Cal (Baker), que és el seu últim fill que li queda. Mentrestant, el mariscal Solomon (Jane) i els caçadors de recompenses rastregen en Cal.

## Repartiment
- Sam Worthington com a Isaac LeMay
- Colson Baker com a Cal/Lionel
- Thomas Jane com a Solomon, un mariscal dels Estats Units que va ser criat pels xeienes, que li ha ensenyat excel·lents habilitats de seguiment[6]
- Heather Graham com a Anna, la mare d'en Cal i una prostituta[6]
- Alex Meraz com a Patty
- Emily Marie Palmer com a Megan